# Diakonissenkirche Frankfurt
Die evangelische Diakonissenkirche befindet sich im Frankfurter Stadtteil Nordend. Sie dient als Gottesdienststätte der Gemeinde des Frankfurter Diakonissenhauses, die zur Evangelischen Kirche in Hessen und Nassau gehört.

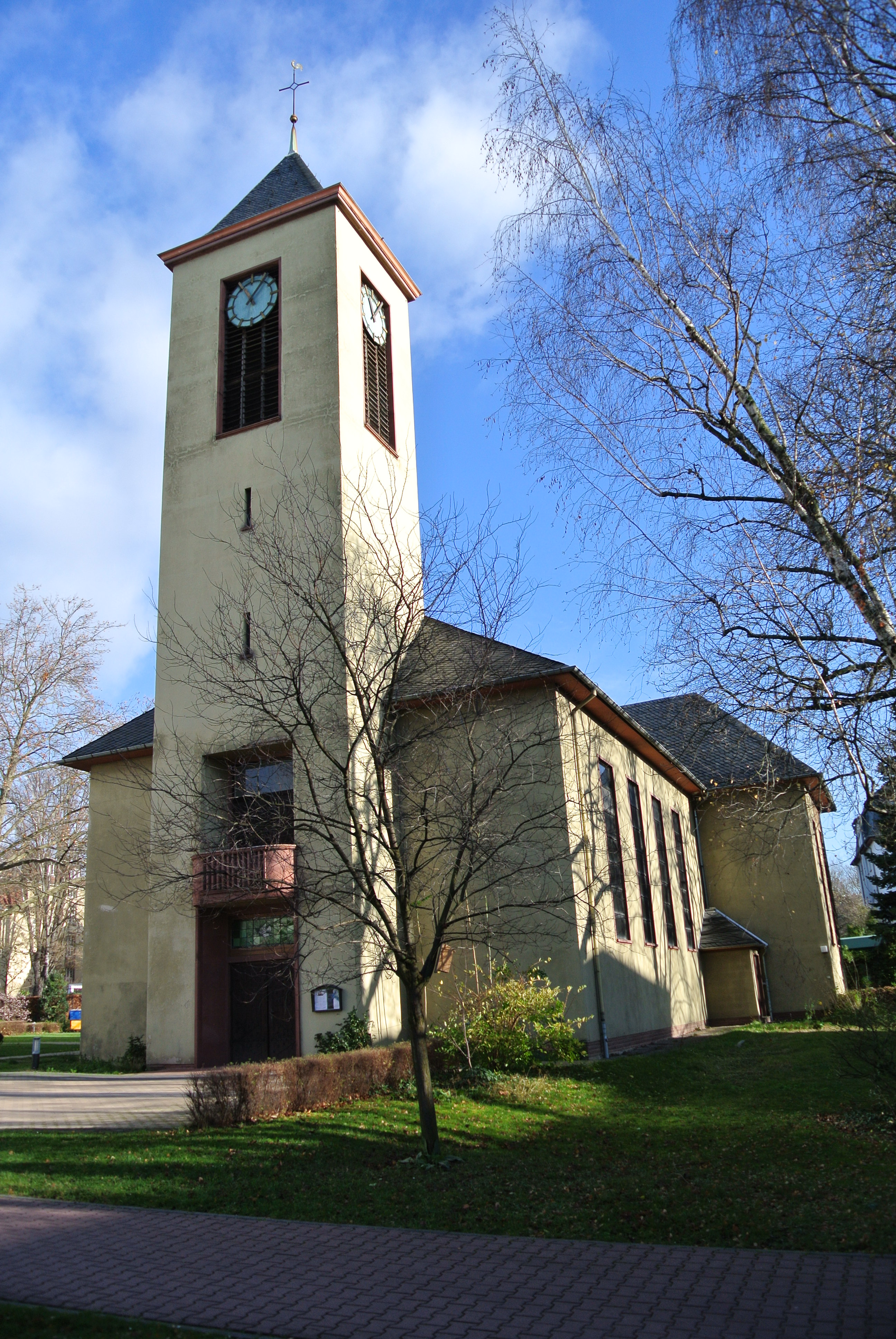
Westansicht

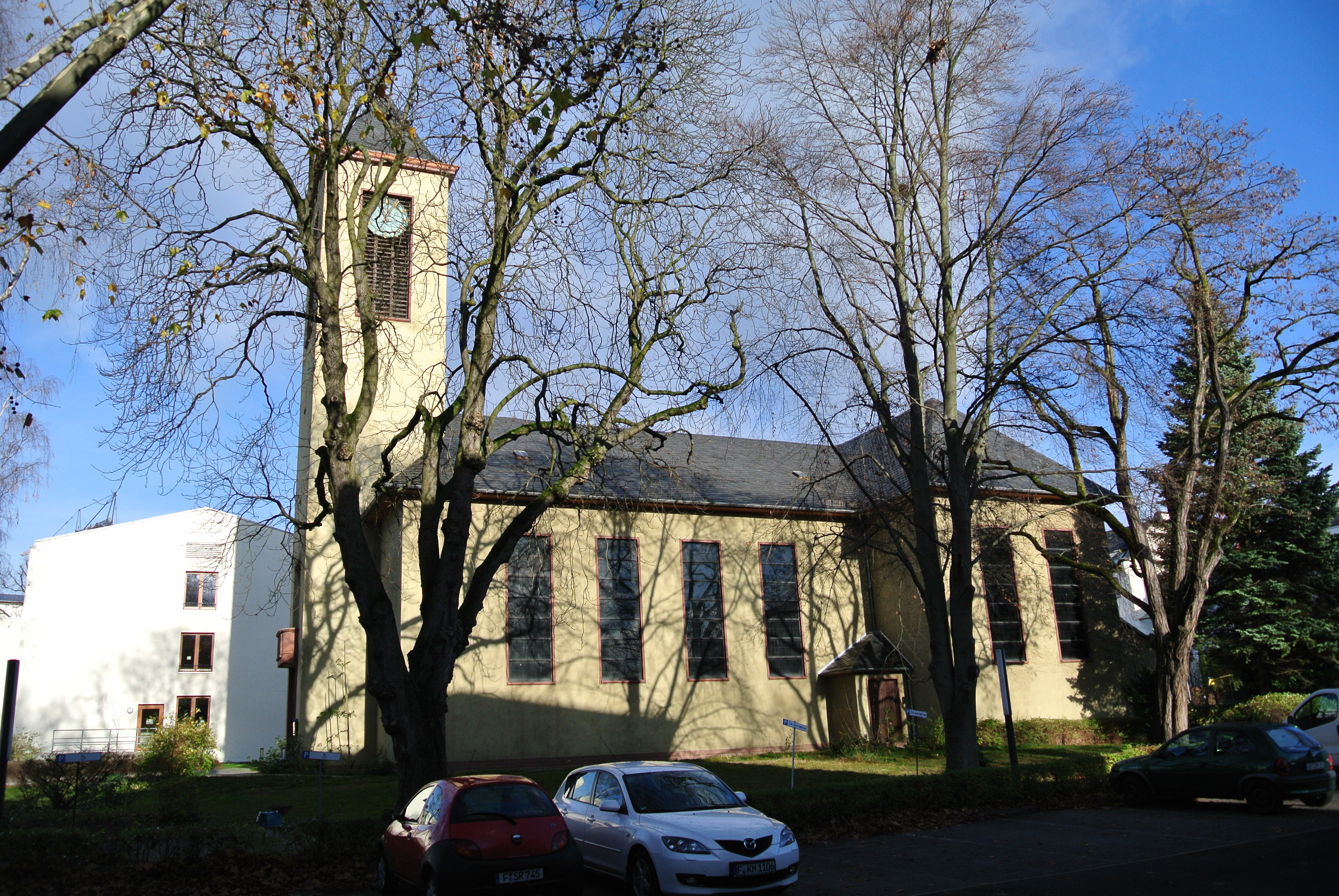
Südansicht

## Geschichte
Die Diakonissenbewegung entwickelte sich im 19. Jahrhundert auf Betreiben von Theodor Fliedner, der 1836 das erste Diakonissenhaus gründete, um Kranken und Bedürftigen zu helfen. Im Jahr 1861 wurde der Diakonissenverein zu Frankfurt am Main ins Leben gerufen und in der Folge im Jahre 1874 ein Diakonissenhaus errichtet. Zu den Gründern zählten fünf Frauen, vier Pfarrer und ein Jurist aus der lutherischen, der französisch-reformierten und der deutsch-reformierten Gemeinde. Zunächst übernahmen Diakonissen aus Karlsruhe den Dienst. Im Jahre 1870 wurde die erste Oberin eingeführt und das Diakonissenhaus in der Eschersheimer Landstraße 122 wurde selbständig. Die Diakonissengemeinschaft war seit 1911 zugleich eine evangelisch-lutherische Kirchengemeinde. Eine erste Kapelle wurde 1874 im Diakonissenhaus eingerichtet. Sie war bald zu klein, weshalb ein Kirchenneubau nach Plänen des Architekten Alfred Günther errichtet und 1897 fertiggestellt wurde. Das neugotische Gebäude in Form einer Basilika hatte eine Krankenloge, um Patienten am Gottesdienst teilhaben zu lassen. Die Kirche wurde im Zweiten Weltkrieg bei den Luftangriffen auf Frankfurt am Main zerstört.
Im April 1945 wurde das Gelände der Diakonissen von der US-amerikanischen Militärregierung beschlagnahmt. In der Villa Manskopf am Oberforsthaus in Frankfurt-Niederrad fand man bis 1955 ein Ausweichquartier und richtete dort einen Kirchsaal ein. Nach der Rückkehr ins Nordend wurden die Gottesdienste in einer Militärbaracke gefeiert, die als Notkirche hergerichtet war. Nach und nach entstanden verschiedene Bauten wie auch das Diakonissenkrankenhaus. Für den Kirchenneubau beauftragte man die Architekten Meixner und Lueken. Die neue Diakonissenkirche wurde am 6. Dezember 1959 eingeweiht. 1989 erfolgte eine grundlegende Renovierung durch die Architekten Josef Eisenbach und Hans Staiger.

## Architektur
Die Diakonissenkirche befindet sich im Holzhausenviertel in der Mitte des Quartiers zwischen Eschersheimer Landstraße, Cronstettenstraße, Eysseneckstraße und Holzhausenstraße. Von der Cronstettenstrasse aus ist sie zugänglich. Die Kirche hat einen kreuzförmigen, geosteten Grundriss. Ihre Abmessungen betragen knapp 30 Meter in der Länge und etwa 22 Meter in der Breite im Bereich des Querhauses. Der verputzte, schlichte Bau ist durch eine Turmfassade im Westen gekennzeichnet, der den Eingang markiert. Das Satteldach ist mit Schiefer gedeckt.
Im Bereich der Vierung steht der Altar. Im Altarraum sind seitlich Orgel und Chor angeordnet. Altar, Taufstein und Kanzel wurden von der Bildhauerin Renate Goller geschaffen. Der Leuchtenring über dem Altar stammt aus der Werkstatt von Gotthold Schönwandt. Die Buntglasfenster im Altarraum und den Kerzentisch entwarf Hans Staiger.
Die Orgel aus dem Jahr 1960 mit 16 Registern und 2 Manualen stammt von Werner Bosch Orgelbau und wurde 1989 auf 18 Register erweitert.

### Geläut
Die Diakonissenkirche verfügt über vier Glocken, die von der Glockengießerei Rincker 1959 hergestellt wurden.
| Nr. | Nominal | Spruch                                    |
| 1   | g1      | Herr bleibe bei uns                       |
| 2   | b1      | Fülle uns frühe mit deiner Gnade          |
| 3   | c2      | Meine Seele erhebet den Herrn             |
| 4   | es2     | Wo ich bin, da soll mein Diener auch sein |